# Lilla Hästevatten
Lilla Hästevatten är en sjö i Stenungsunds kommun i Bohuslän och ingår i Göta älv-Bäveåns kustområde. Sjön är 4,5 meter djup, har en yta på 0,032 kvadratkilometer och är belägen 113 meter över havet.